# 언더월드 (음악 그룹)
언더월드(Underworld)는 잉글랜드의 전자 음악 그룹이다.